# Rüütli 40
Rüütli 40 est un bâtiment historique de la ville de Pärnu, en Estonie.

## Description
Construit en 1866 dans un style classique, le bâtiment a été reconnu comme monument culturel national.
Aujourd'hui, le bâtiment abrite plusieurs discothèques.

## Histoire
En 1834, la ville a commencé à liquider la forteresse de l'époque suédoise.
En 1963, le bâtiment de l'école allemande des filles situé dans la cour de Kuninga 3 a brûlé. Le nouveau bâtiment scolaire a été construit comme le premier bâtiment à la place du remblai de terre nivelé entre 1863 et 1866. Le bâtiment de style classique a été construit par le maître constructeur de Tor Jaan Tammann et supervisé par l'architecte suisse Rudolf Maag.
L'école allemande pour filles a commencé à fonctionner dans le bâtiment le 11 janvier 1866 et y a dispensé un enseignement secondaire jusqu'en 1904, date à laquelle elle a été transférée dans le bâtiment de l'école secondaire pour filles de Pärnu à Nikolai tänav 26.
Plus tard, diverses institutions et magasins ont été situés dans le bâtiment, tels que la direction de Pärnu-Tallinn Juurdeveo Raudtee, Pärnu Krediitpank, Kaitseliidu Pärnumaa, la boutique de chapeaux A. & E. Gerberson, la librairie et la papeterie de l'association coopérative des enseignants.
Le 1er juillet 1931, une pharmacie municipale est ouverte dans les locaux de l'immeuble à l'angle des rues Hommiku et Rüütli. Le design intérieur et le mobilier de la pharmacie ont été conçus par l'architecte municipal Olev Siinmaa.
Pendant la période soviétique, le bâtiment a d'abord été utilisé comme résidence, puis il y avait une maison d'officiers.
En 1994, la première boîte de nuit Mirage à Pärnu a été ouverte au deuxième étage du bâtiment.
La pharmacie municipale située dans le bâtiment a déménagé en 2003.
Une discothèque APTEK a ensuite été ouverte dans les locaux de la pharmacie. La discothèque Kassa opère également dans le bâtiment.
La façade du bâtiment a été réparée en 2018.
La même année, la discothèque Mirage a fermé.